# Биљана Сладоје Бошњак
Биљана Сладоје Бошњак (Сарајево, 10. јануар 1976) је редовни професор Филозофског факултета Универзитета у Источном Сарајеву.

## Биографија
Дипломирала је 2000. године на студијском програму Педагогија и психологија Филозофског факултета. Магистарску тезу под називом „Модел учења на основу грешке“ одбранила је 2005. године на Филозофском факултету Универзитета у Бањој Луци и стекла звање магистар педагошких наука. Докторску дисертацију на тему „Наставни стилови и метакогнитивне стратегије ученика“ одбранила је 2008. године на Филозофском факултету Универзитета у Источном Сарајеву. 
На Филозофском факултету Универзитета у Источном Сарајеву запослена је од 2000. године. У звање ванредног професора изабрана је 2013. године, а редовни професор је од 2019. године.

## Одабрана дела
- Сладоје-Бошњак, Б. (2004-2005). Полазна предрасуда према учењу на основу грешке, У: Радови Филозофског факултета, 6/7, стр. 606-620. Источно Сарајево: Филозофски факултет.
- Сладоје-Бошњак, Б. (2005). Сексуална социјализација и васпитање младих (приказ књиге Попадић, Р. (2005). Сексуална социјализација и васпитање младих). У: Наша школа, стр. 217-220. Бања Лука: Наша школа.
- Сладоје-Бошњак, Б. (2006). Модел учења на основу грешке, стр. 75-85. У: Наша школа. Бања Лука: Наша школа.
- Сладоје-Бошњак, Б. (2006). Утицај учења на основу грешке на креативност. У: Радови Филозофског факултета, стр. 367-381. Пале: Филозофски факултет.
- Сладоје-Бошњак, Б. (2006). Мјерење метакогнитивне споспобности у математици код млађих ученика. У: Радови Филозофског факултета 8, стр. 555-565. Пале: Филозофски факултет.
- Сладоје-Бошњак, Б. (2008). Интегрисана личност наставника и метакогнитивне стратегије ученика, У: Радови Филозофског факултета, стр. 197-211. Пале: